# 梁燕君
梁燕君（1944年—），汉族，中华人民共和国政治人物、第十一届全国政协委员。
加入台湾民主自治同盟，担任天津市台联副会长、市政府参事、天津财经大学市场营销系副主任、教授。2008年，当选第十一届全国政协委员，代表中华全国台湾同胞联谊会，分入第二十四组。并担任经济委员会专委。